# Potamalpheops monodi
Potamalpheops monodi is een garnalensoort uit de familie van de Alpheidae. De wetenschappelijke naam van de soort is voor het eerst geldig gepubliceerd in 1932 door Sollaud.